# Senna (geslacht)
Senna is een geslacht uit de vlinderbloemenfamilie (Leguminosae). The Plant List [28 januari 2012] erkent 263 soorten. Volgens de Flora of China bestaat het geslacht uit circa 260 soorten die voorkomen in tropische gebieden.
Een aantal soorten worden als sierplant gekweekt.

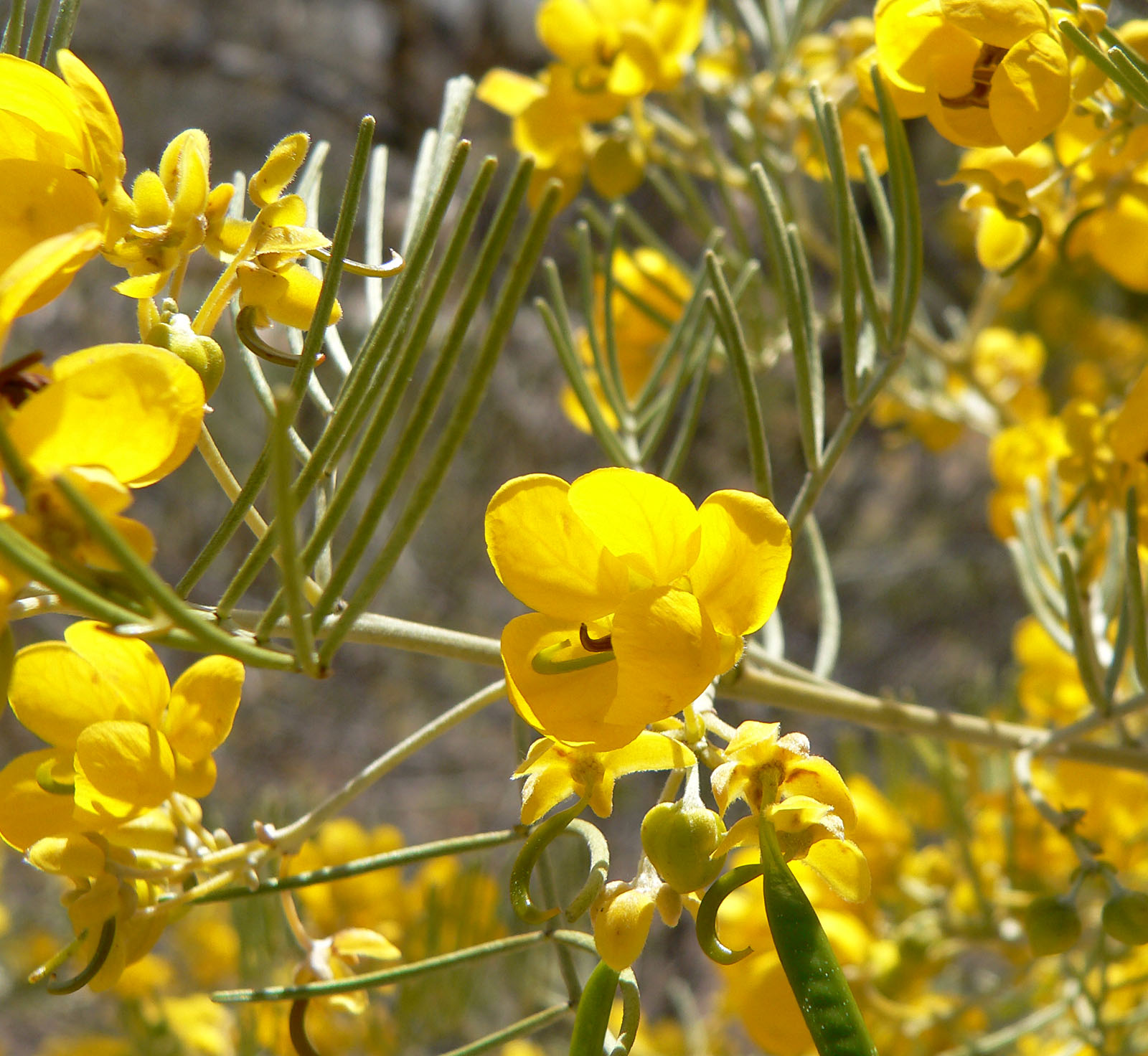
Senna artemisioides
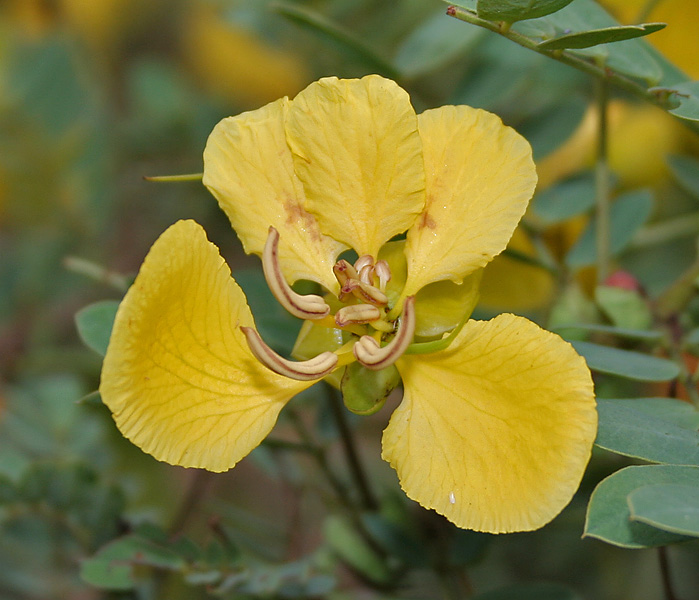
Senna auriculata
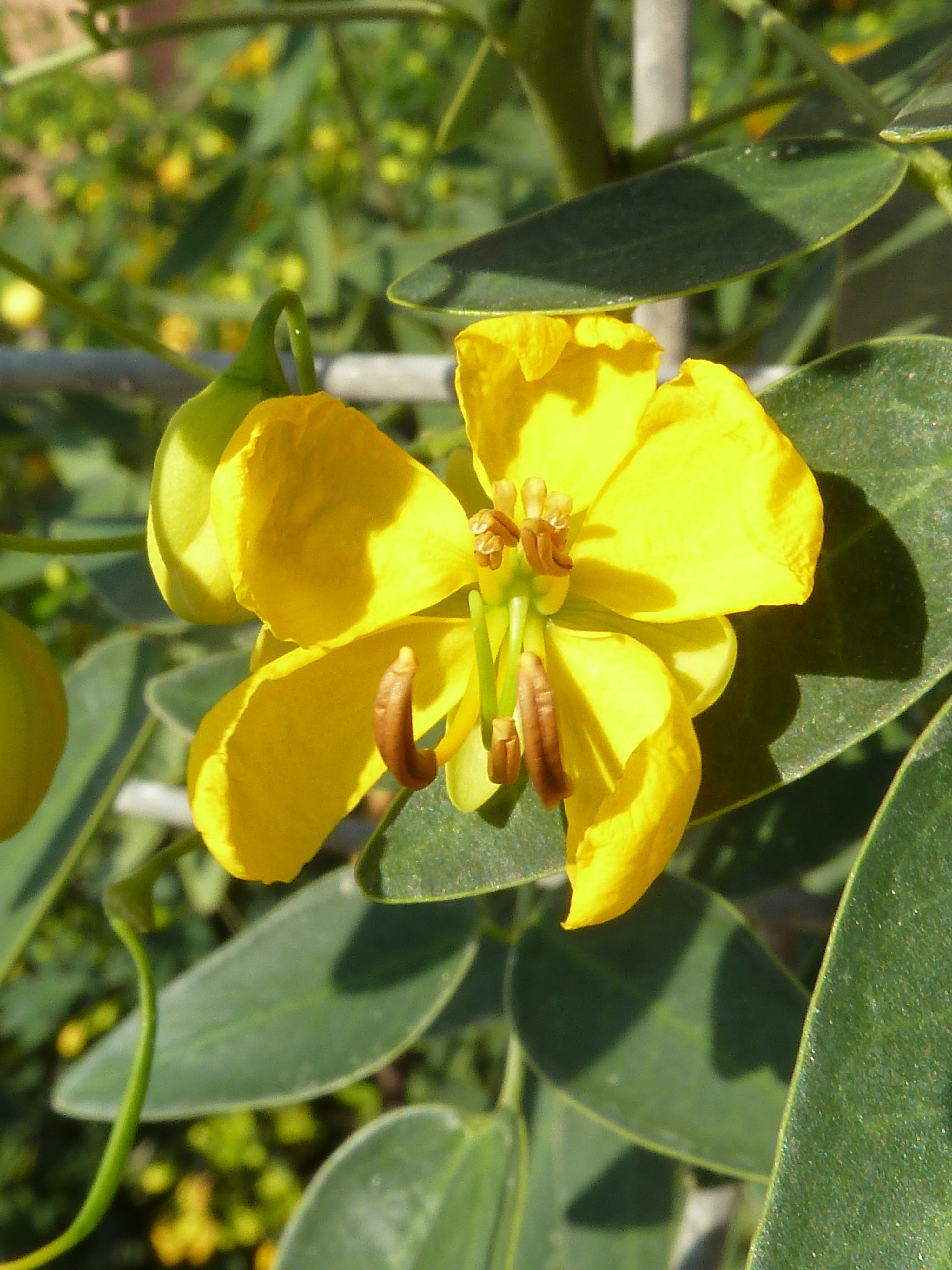
Senna corymbosa
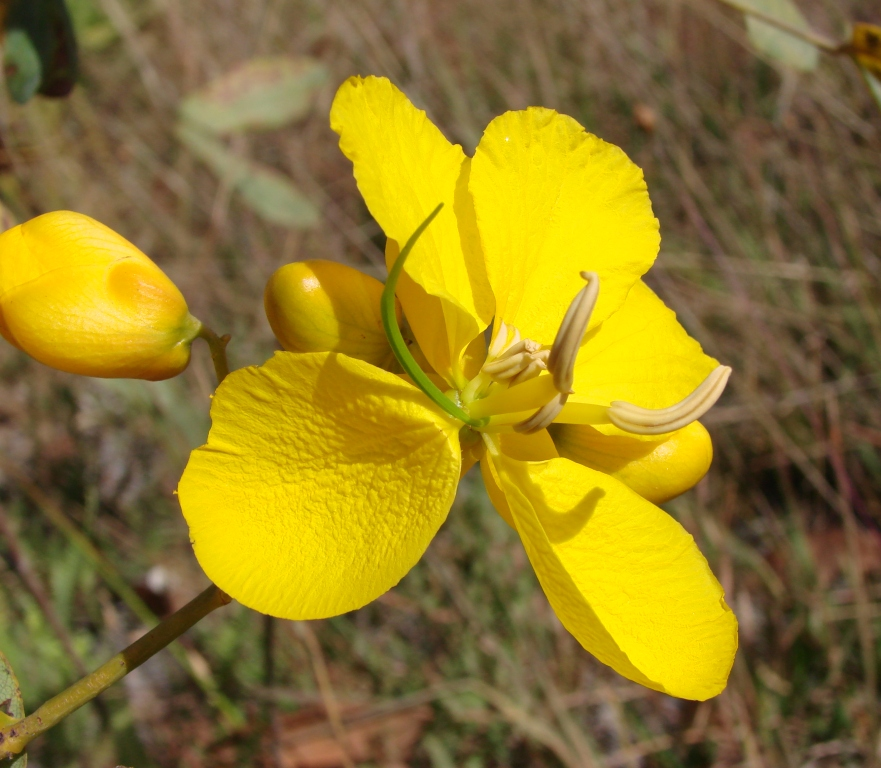
Senna pendula